# مدارس النحو والصرف
مدارس النحو والصرف هي اتجاهات لوضع قواعد النحو والصرف للغة العربية، وأبرز وأبكر مدرستين هما مدرسة البصرة، ومدرسة الكوفة اللتين كان بينهما نزاع في وضع أسس القواعد، وفي النهاية أُخذَت قواعد المدرسة البصرية واعتُمدَت اعتمادًا أكبر. كما قد ظهرَت ثلاث مدارس متأخّرة، وهم: مدرسة بغداد، مدرسة الأندلس، مدرسة مصر والشام، ولكن لم يكن لهم نفس الصدى كمدرستي البصرة والكوفة.

## التاريخ
قبل الإسلام، لم يكن للنحو والصرف قواعد في اللغة العربية حالها حال معظم اللغات في ذلك الزمان، بل كان العرب يتقنون لغتهم بسبب اتصالهم ببعضهم دون تأثير لغات أخرى، فالعزلة حافظَت على اللغة، وقد اشتهر لاحقًا أن العرب يبعثون أبناء لدى الأعراب (أقحاح البدو) لجعل لسان أبنائهم عربيًّا سليمًا. حتى جاء الإسلام واتصل العرب بالفرس وبالأمم الأخرى، وظهر احتياج تأسيس لقواعد اللغة في زمان علي بن أبي طالب، فكان منشئ أول قواعد اللغة بقوله إن الكلمة اسم وفعل وحرف، ثم أخذ عنه أبو الأسود الدؤلي وطوَّر منهاجًا نحويًّا شفويًّا، فأخذ عنه الخليل بن أحمد الفراهيدي منهاجًا شفويًّا أيضًا، هدفَت قواعد علمي النحو والصرف لتعليم الأعاجم العربية، وصقل ألسنة العرب الناشئين، ولهذا فلم يكن مستغربًا أن من أبرز علماء اللغة الفُرس مثل سيبويه، وابن خالويه، وغيرهم. حيث كان سيبويه أول واضع مُدون كتابي للقواعد العربية (كتاب سيبويه). 

## بداية نشوء المدارس

### الرواية الأشهر
مرّ أبو الأسود الدّؤلي ذات يوم على رجل وهو يقرأ قوله تعالى: ﴿وَأَذَانٌ مِّنَ اللَّهِ وَرَسُولِهِ إِلَى النَّاسِ يَوْمَ الْحَجِّ الْأَكْبَرِ أَنَّ اللَّهَ بَرِيءٌ مِّنَ الْمُشْرِكِينَ ۙ وَرَسُولُهُ﴾؛ فاشتعلت في رأسه شارة الخطر عندما سمع الرجل يقرأ "ورسولِه" بالجر بينما هي بالرفع، والجر يقلب المعنى ويحوّل المراد عن مساره، فمعنى "ورسولِه" بالجر كما قرأها الرجل أن الله تعالى بريء من المشركين وبريء من رسوله أيضا، وهذا ما يؤديه العطف بالجر، بينما اللفظ في الآية مرفوع على الابتداء، وتقديره ومعناه: أن الله بريءٌ من المشركين ورسولُه أيضا بريء من المشركين.
شعرَ أبو الأسود الدّؤلي أن الأمر جلل فانطلق إلى علي بن أبي طالب ليخبره أن اللسان العربي في خطر وأن التدخل واجب من أعلى سلطة في الدولة لتدارك الأمر؛ فتناول علي صحيفة وكتب عليها: بسم الله الرحمن الرحيم، الكلام اسم وفعل وحرف، الاسم ما أنبأ عن المسمى، والفعل ما أنبأ عن حركة المسمى، والحرف ما أنبأ عمّا هو ليس اسما ولا فعلا. ثم قال لأبي الأسود: "انحُ هذا النحو"؛ فمن هنا جاءت تسمية علم النحو.

### الرواية الأخرى
ما روي أنّ أبا الأسود الدؤلي (ت 69 هـ) كان واقفًا ذات ليلة مع ابنته في شرفة الدار، فنظرت ابنته إلى السماء فأعجبتها نجومها، فقالت متعجبةً : يا أبت ما أجملُ السماءِ! فلما سمعها أبوها قد رفعت (أجملُ)، ظنها تسأل، فأجابها قائلاً : أي بنية، نجومها.
فقالت: لم أسأل وإنما تعجبتُ.
فقال: إذن قولي: (ما أجملَ السماءَ)، وافتح فاك.

### مدرسة النحو
أسَّس أبو الأسود الدؤلي مذهبًا لعلمي النحو والصرف، كان نواةً وحجر الأساس لمدرسة البصرة، فقد تلاه الخليل بن أحمد الفراهيدي في منهجه، ومن ثم سيبويه الذي رسَّم المذهب وجعله أساس النحو، فبرزت مدرسة البصرة؛ وبذلك يكون واضع القواعد العربية هو أبو الأسود الدؤلي بتوجيه علي بن أبي طالب.

## مدارس النحو والصرف

### مدارس أولية أساسية
كانتا أبرز وأول مدرستين في النحو.

#### مدرسة البصرة
أقدم وأول المدارس النحوية، تأسَّست في مدينة البصرة في العراق أيامَ حكم العباسيين، وقد مثّلتْ المدرسة البصرية تطوُّرًا لعلم أبي الأسود الدؤلي، والخليل بن أحمد الفراهيدي والذي تابع فيه تلميذهُ سيبويه الفارسيّ الأصل ثمَّ اشترك مع نحويٍّ آخر على إحياء علم أستاذه الخليل، وبذلك تأسّست أول مدرسة نحوية وقد ترأسها سيبويه نفسه، ومن كتبه "الكتاب" وهو المصدرُ الأوَّلُ في النحوِ سابقًا وحاضرًا، ومن أصحاب هذه المدرسة الأخفش الأوسط وهو تلميذُ سيبويه ومن كتبه "المسائل الكبير"، ومنهم أيضًا المبرد والسيرافي وغيرهم. كان الأساس المعرفي لمدرسة البصرة ينطلق من مصادر الدّراسة في ثلاثة عناصر هي: القرآن والشّعر والقياس الدقيق؛ وبذلك تكون مدرسة البصرة محدودة المصادر دقيقة وحذرة في وضع القواعد، وأقرب للفكر المنطقي. ومن الجدير بالذكر أن هذه المدرسة تشددت في رواية الأشعار والأمثال والخطب ووضعوا شروط دقيقة في الشواهد التي يتم اعتمادها في وضع القواعد.

#### مدرسة الكوفة
ثاني مدرسة نحوية ظهرت، نشأت هذه المدرسة النحوية وتمركزت في الكوفة في العراق وكانت في أيَّّام حكم العباسيين، وكان على رأس هذه المدرسة النحوية الكسائي والذي له شهرة واسعة في هذه المدرسة ومن كتبه: "مختصر النحو، الحدود في النحو" وغيرها، ومن أصحاب هذه المدرسة أيضًا الفرَّاء وهو تلميذ الكسائي، ومن كتبه: "الكتاب الكبير، لغات القرآن"، وأيضًا منهم ثعلب ومن كتبه "المجالس" وغيرهم. كما قد كان كثير من مؤدبي الخلفاء من هذه المدرسة، وكان الأساس المعرفي في مدرسة الكوفة هو لغات الأعراب والشّعر العربيّ، وقراءات القرآن، وذلك لأن الكسائي صاحب القراءة السابعة؛ وبذلك تكون مدرسة الكوفة أكثر تعددًا للمصادر، وكانت تأخذ من جميع لغات العرب ولهجاتهم. تتميز هذه المدرسة في طابع الاتساع في الرواية وطابع الاتساع في القياس أي أنه يمكن أن يُقاس على الشاذ، ثم طابع المخالفة في بعض المصطلحات النحوية وما يتصل بها من العوامل.

### مدارس ثانوية لاحقة
لم يكن للمدارس اللاحقة، نفس التأثير التأسيسي مثل البصرة والكوفة، بل كانوا ينتخبون من المدرستين، ويقرون القواعد المتفرعة، ولكن كانت لهم آثار بارزة.

#### مدرسة بغداد
أسَّس هذه المدرسة النحوية بعضُ النحاة في القرن الرابع الهجري، يرى البعض أن سبب التأسيس بأنهم رأوْا أنَّ النحاة في البصرة وفي الكوفة قد ابتعدوا بعلم النحو عن جوهره وغايته وأدخلوه في متاهات ليس هناك داعي لها، فقام أصحاب المدرسة البغدادية في بغداد باتِّخاذ موقفٍ وسط بين المذهبين، ولعلها كانت أقرب لمدرسة الكوفة في بدايتها، لكن فيما بعد اُقتُرح المذهب البصري في تفسير الظواهر النحوية التي يحتاجها الطلاب وعامة الناس، مثل: اعتبار فعل الأمر مبنيًّا وغير ذلك. ومن روَّاد هذه المدرسة: ابن كيسان ومن كتبه "اختلاف البصريين والكوفيين"، ابن جنِّي ومن كتبه "الخصائص، سر صناعة الإعراب"، الزمخشري ومن كتبه "الكشَّاف، أساس البلاغة"، وغيرهم. اتبعت هذه المدرسة نهجًا جديدًا وأساسه الانتخاب بين آراء المدرسة البصرية والكوفية فاستفادوا من علمهم وتعمقوا فيه حتى يخرج لنا آراء نحوية جديدة.

#### مدرسة الأندلس
نشأت هذه المدرسة وتطوَّرت في الأندلس على أيدي كثير من العلماء الذين تعلَّموا على أيدي النحاة في البصرة والكوفة وأخذوا أيضًا من بعض النحاة في بغداد، وأضافوا إلى ذلك كثير من القواعد، فبعد دخول العرب إلى الأندلس كان المسلمون هناك بحاجة لمثل هذا العلم لنشر العربية وتعليمها لقراءة القرآن الكريم ولتعليم مَن أسلم من العجم اللغة العربية، ومن أصحاب هذه المدرسة: ابن مضَّاء ومن كتبه "المشرق في النحو"، ابن عصفور ومن كتبه: "المقرب، الممتع، مختصر المحتسب"، ابن مالك ومن كتبه: "الألفية، الكافية الشافية، التسهيل وشرحه، إيجاز التعريف"، وما زالت ألفية ابن مالك تدرس في المناهج التعليمية حتى أيامنا هذه.
اهتم الأندلسيون في النحو الكوفي كثيرًا وأقبلوا قليلًا على النحو البصري، فكان "كتاب" سيبويه له أهمية وعناية من حيث الدراسة والحفظ والشرح والتعليق، اتبع الأندلسيون أسلوب البغداديين في مبدأ الاختيار من آراء نحاة الكوفة والبصرة، إلا أنهم أضافوا إلى ذلك من بعض آراء البغداديين، وتحديدًا آراء أبي علي الفارسي وابن جني.

#### مدرسة مصر
المدرسة المصرية (أحيانًا تٌسمى المدرسة المصرية الشامية) هي آخر المدارس النحوية، نشأت هذه المدرسة النحوية في مصر بعد مدرستي البصرة والكوفة وقد أخذَ علماؤها عن نحاة البصرة والكوفة واجتهدوا في بعض الفروع والأمور التي لا تعدّ من أساسيَّات وركائز النحو، ومن أشهر رجالها: ابن الحاجب ومن كتبه "الكافية، الشافية"، ابن هشام ومن كتبه "مغني اللبيب عن كتاب الأعاريب، أوضح المسالك، شذور الذهب، قطر الندى وبل الصدى"، السيوطي ومن كتبه "المزهر، الاقتراح في أصول النحو".
وتضم هذه المدرسة الدراسات النَّحوية في مصر والشام، وقد تأسست هذه المدرسة بعد سقوط الأندلس، واحتلال الفرنجة على غرناطة، وانتقال السكانُ العرب مِن هناك إلى مصر والشام والمغرب والجزائر وتونس، فأصبحت مصر والشام ملجأ ومركز العلماء، ومِن بين أبرز نُحاة هذه المدرسة: أبو جعفر النحَّاس، علي بن الحسن بن عسلان، أبو زهرة بن فزارة النَّحوي.

## المسألة الزنبورية
المسألة الزنبورية أو مسألة العقرب والزنبور هو عنوان مناظرة بين إمام مدرسة البصرة عالم النحو وأسطورته سيبويه وإمام مدرسة الكوفة وشيخ القراءات وعلوم اللغة الكسائي. قصد سيبويه بغداد قادما من البصرة، لقضاء حوائج خاصة به، وفي رواية أخرى لضائقة مالية جعلته يمر بضيق وشدة، وقيل قاصدًا المناظرة، وحدث أن قصد وزير هارون الرشيد يحيى البرمكي، فأكرمه وأوسع له، واستقبله بحفاوة، وبعد أن طاب المستقر لسيبويه عُرض عليه أن يناظر زعيم مدرسة النحو في الكوفة، العالم الجليل الكسائي، فوافق على ذلك مسرورا ما دام الغرض من هذه المناظرة الخروج بالعلم والفائدة.
وكان سيبويه قد أثبت نفسه وغزارة علمه رغم كونه شابا يافعا، وألَّف كتابًا يُعتبر جوهر النحو والصرف العربي، حتى قال عنه المازني: 
| مدارس النحو والصرف | من أراد أن يؤلف كتابا في النحو بعد كتاب سيبويه فليستحِ | مدارس النحو والصرف |

 وقد كان سيبويه التلميذ النجيب والمفضل لواضع علوم بحر الشعر العروض الخليل بن أحمد الفراهيدي، حتى قال بعضهم أنه تفوَّق على معلمه. وقد اجتمع سادة القوم ووجهائهم وأمر الوزير يحيى بتوفير أطيب الأماكن ليرتاح العالمان في مناظرتهما وبدأت المناظرة بوجود وجهاء المسلمين، وتم خلالها مناقشة مسائل كثيرة، فأظهر كل واحد منهما براعته ومهارته، لكن المحور الأهم في المناظرة كلها كان حول «المسألة الزنبورية» وهو سؤال وجهه الكسائي لسيبويه قائلًا: «كيف تقول «كنت أظن أن العقربَ أشد لسعة من الزنبور فإذا هو هي أم فإذا هو إياها؟»». فقال سيبويه: «فإذا هو هيَ، ولا يجوز النصب». فقال الكسائي: «أخطأت، بل الصحيح النصب فنقول: «فإذا هو إياها»». وطال النقاش وبرع وأجاد سيبويه في تقديم حججه ودلائله. فقال الكسائي: «كيف تقول «خرجتُ فإذا عبد الله القائمَ، أو القائمُ؟»». فقال سيبويه: «فإذا عبد الله القائمُ، ولا يجوز النصب أيضًا». فقال الكسائي: «العرب ترفع ذلك كله وتنصبه كذلك».
وطال الخلاف بينهما ودار في مجمله على الرفع والنصب وأصل ذلك كله «مسألة الزنبور» فعرض عليه الكسائي أن يتم إحضار مجموعة من الأعراب الأقحاح الذين ينطقون باللغة السليمة فطرة، فوافق على ذلك، وتقول الروايات أن الكسائي - وهو مؤدب الخلفاء وأبنائهم - في القصر، كان قد أقنع الأعراب بأن ينتصروا له، وبالفعل حينما وقفوا أمامهما وسألهم عن صحة القول رجحوا كفة الكسائي دون أن ينطقوها، فطلب منهم سيبويه أن يؤكدوا ذلك وينطقوا الجملة، فلم تطاوعهم ألسنتهم على ذلك وتهربوا، وفي ذلك إشارة على أن سيبويه محق. فلم يكن لسيبويه إلا الإذعان لأمر السياسة، وغادر القصر وفي قلبه شيء كبير من هذه المناظرة، فلم يعد لمدرسته في البصرة خجلًا، بل اتجه لمدينة مولده في فارس، ويُروى أنه لما اعتلَّ سيبويه وضع رأسه في حجر أخيه، فبكى أخوه لمَّا رآه — لما به — فقطرت من دمعه قطرة على وجهه، فرفع سيبويه رأسه إليه فرآه يبكي فقال:
ولم تمضٍ سوى مدة قصيرة بعدها حتى مات كمدًا وقهرًا، ويقال أنه مات وفي قلبه غم من تلك المناظرة.
.
وقد أجمع النحاة على أن الصواب فيما قاله سيبويه، وأن خسارته كانت بسبب النفوذ السياسي لدى الكسائي. فقالوا أن الصواب هو «فإذا هو هي.»، وهذا هو وجه الكلام مثل: «فإذا هي بيضاء»، و«فإذا هي حية». وأما «فإذا هو إياها» — إن ثبت — فخارج عن القياس واستعمال الفصحاء، ولا يعتد به، كالجزم بلن، والنصب بلم، والجر بلعل. وسيبويه وأصحابه لا يلتفتون لمثل ذلك، وإن تكلم به بعض العرب الذين قد يأخذ منهم الكوفيون، وهذا ما لم يُوثَّق. وقد نظم عدد من الشعراء هذه الحادثة، مشيرين لصواب ومظلمة سيبويه، فقال حازم القرطاجني قصيدة طويلة في ذلك، منها:
وأنشد أبو العلاء المعري:

## الملخص
لم يتفق نحويُّو البصرة مع نحويِّي الكوفة في ضبط بعض قواعد اللغة ودقائقها، ولعل أهم الفروق بينهما ما كان في قبول الشاهد اللغوي؛ فالبصريّون تشدَّدوا فيما اشترطوه لقبول الرواية والشاهد، ولم يقبلوا إلا ما جاء عن العرب الخلّص، فلم يأخذوا عن أهل الحضر، ولم يقبلوا بيتا شعريا لم يُعرف قائله، وتخيَّروا من القبائل، فلم يقبلوا إلا التي يثقون بشعرها وأصالتها اللغوية كقيس وتميم وأسد وهذيل وبعض كنانة وبعض الطائيين، في حين كان الكوفيون أقل تشددا في مسألة الرواية وقبول الشاهد اللغويّ. يرى الكثير أن مدرسة بغداد هي امتداد لمدرسة الكوفة، غير أن مقامهم كان في بغداد، ويذكر أن عبد الرحمن بن هرمز الأعرج (117هـ) هو أول من نقل علم النحو إلى المدينة المنورة. أمّا بالحديث عن الأندلس ومجاراة علمائها لعلماء المشرق فيقال إن مدرسة الأندلس النحوية كانت أقرب إلى مدرسة الكوفة، وذلك لأن إمام نحو الكوفيين الكسائي سبق غيره إلى رياض الأندلس، بينما كانت المدرسة المصرية امتدادًا إلى المدرسة الأندلسية.

## طالع أيضًا
- نقوش عربية قبل الإسلام
- مدرسة النحو البصرية
- مدرسة النحو الكوفية
- مدرسة النحو البغدادية
- مدرسة النحو الأندلسية
- مدرسة النحو المصرية